# 인천 송도 총격 사건
인천 송도 총격 사건(仁川松島銃擊事件)은 2025년 7월 20일 오후 9시 30분경, 인천광역시 연수구 송도동(송도국제도시)에 있는 한 아파트 단지에서 발생한 사건으로, 60대 남성 A씨가 사제 총기를 이용해 30대 아들을 총격하여 요절에 이르게 한 사건이다.
피해자는 부상을 입고 병원으로 이송되었으나 결국 요절했다. 용의자 A씨는 사고 직후 현장을 탈출, 약 2시간 40여분 동안 추적한 끝에 7월 21일 0시 20분경 서울특별시 서초구에서 검거되었다.